# サタ・スポ
『サタ・スポ』 (SATA SPO (=SATADAY SPORTS)) は、2001年3月から2007年12月22日までテレビ新広島で毎週土曜日 18:30 - 19:00に生放送されていたスポーツ情報番組。ステレオ放送、ハイビジョン制作。全311回。

## 放送時間
（いずれもJST）
- 毎週土曜日 18:30 - 19:00

※この時間帯に組まれているため、本来放送される『もしもツアーズ』（番販枠）は通常ネットされていなかった。同番組特番の場合も1時間半なら1時間、2時間半なら2時間と30分カットの編集版で放送されることが多かった（注1）。
- 2006年10月7日放送分からスタジオ内のみハイビジョン制作へ移行した。
- 約7年間続いた本番組は、2007年12月22日に最終回を迎えた。田口光久は欠席のため、ビデオメッセージでエンディングに登場した。

### 2008年
- 1月12日からは後番組『スポっちゅTV』を17:15 - 17:30の15分枠で放送、同日の『もしもツアーズSP』は18時30分から2時間半放送。
  - 2008年1月19日 『サタ・スポ』の後枠で『もしもツアーズ』を同時ネット開始。

（注1）定期的な異時ネットは無いが、『人気もん!』『ゲゲゲの鬼太郎』『ONE PIECE』等自社制作番組・遅れネット番組が休止となった場合等に代替番組として放送していた。本番組の終了に伴い、18:30枠での同時ネットとなった。

## 備考
- 2007年2月24日放送分（#273）はいつものTSSスタジオから飛び出して『サタ・スポ 春の応援祭りSP in ダイヤモンドシティソレイユ』（13:30 - 14:30までの1時間、現：イオンモール広島府中）と題して生放送された。通常の出演者（村井を除く）に加えて深井瞬、天野陽子、ゲストにはボールボーイ、吉長みすずが出演した。
- なお、この昼にスペシャル番組を組んだことで、通常枠の時間帯には普段は木曜の深夜に遅れ放送している『さんまのまんま』（ゲスト：石田純一）が組まれた。
- 2006年と2007年にはFNSの日の『27時間テレビ』の放送前に石井百恵が「この後は27時間テレビをお楽しみください」と言って終了した。

## 出演者

### 司会
番組終了時
- 石井百恵（TSSアナウンサー）
- 深井瞬（TSSアナウンサー）

過去
- 矢野寛樹（TSSアナウンサー） - 石井と司会を担当。
- 君崎滋（DJという肩書きで番組を担当）
- 寺廻太（当時は主にバレー解説者） - JTマーヴェラス監督就任に伴い降板。

### レギュラー解説陣
- 達川光男（TSS野球解説者） - 2003年度には阪神タイガースバッテリーコーチに就任していたため、野球解説者不在での放送だった。
- 田口光久（サンフレッチェ解説者、2006年4月15日 - ）

### リポーター
- 村井美智子（2006年4月15日 - 2007年3月末）

| テレビ新広島 土曜日18:30 - 19:00枠（2001年3月 - 2007年12月） | テレビ新広島 土曜日18:30 - 19:00枠（2001年3月 - 2007年12月） | テレビ新広島 土曜日18:30 - 19:00枠（2001年3月 - 2007年12月） |
| 前番組                                                       | 番組名                                                       | 次番組                                                       |
| ------------------------------------------------------------ | ------------------------------------------------------------ | ------------------------------------------------------------ |
| 不明                                                         | サタ・スポ                                                   | もしもツアーズ ※フジテレビ制作・同時ネット                   |
| テレビ新広島 スポーツ情報番組                                |                                                              |                                                              |
| -----                                                        | サタ・スポ                                                   | スポっちゅTV                                                 |